# Kim (Sierra Leone)
Kim, auch Krim, Kittim, Kirim oder Kimi, ist eine vom Aussterben bedrohte Sprache der Krim im westafrikanischen Sierra Leone. 
Kim gehört zur Sprachfamilie Niger-Kongo. 2015 wurde die Zahl der Muttersprachler gemäß Volkszählung mit 1699 angegeben. Die Kim leben fast ausschließlich im Distrikt Bonthe.